# Daniel García Lara
Daniel García Lara, eller bara Dani, född 22 december 1974 i Cerdanyola del Vallès i Spanien, är en spansk före detta fotbollsspelare. Under karriären spelade han för såväl FC Barcelona som Real Madrid.
Tiden hos Madrid blev hans stora genombrott trots att han är katalan. 2005–2006 spelade han en säsong för grekiska Olympiakos för att sedan ta sig till turkiska Denizlispor innan han återvände till Spanien 2007 för att spela för Rayo Majadahonda i Tercera División (grupp 7) som är den fjärde högsta ligan inom spansk fotboll.
Han gjorde sin debut för spanska landslaget mot Italien 18 november 1998 och spelade totalt fem matcher utan att göra mål. Han spelade även för U21-landslaget under sommar-OS 1996.